# Rifugio Fuchiade
Il rifugio Fuchiade è un rifugio alpino di proprietà privata situato nella conca di Fuchiade, località del comune di Soraga di Fassa, in provincia di Trento. Il rifugio è dominato dalle vette meridionali del Gruppo della Marmolada: Sas de la Tascia (2.865 m s.l.m.), Cima Cadine (2.885 m), Cima Ombrettòla (2.923 m) e Sasso di Valfredda (3.003 m).
Il rifugio venne aperto negli anni Sessanta e ristrutturato negli anni Ottanta.

## Accessi
Si raggiunge dal Passo di San Pellegrino per un comodo sentiero in circa 45 minuti.
Nei pressi del rifugio vi è la Alta via n. 2, che prevede al passo San Pellegrino l'arrivo della tappa 6 e l'inizio della tappa 7.

## Traversate principali
- Rifugio Contrin, 4 ore 40 min
- Rifugio Monzoni Torquato Taramelli

## Collegamenti esterni

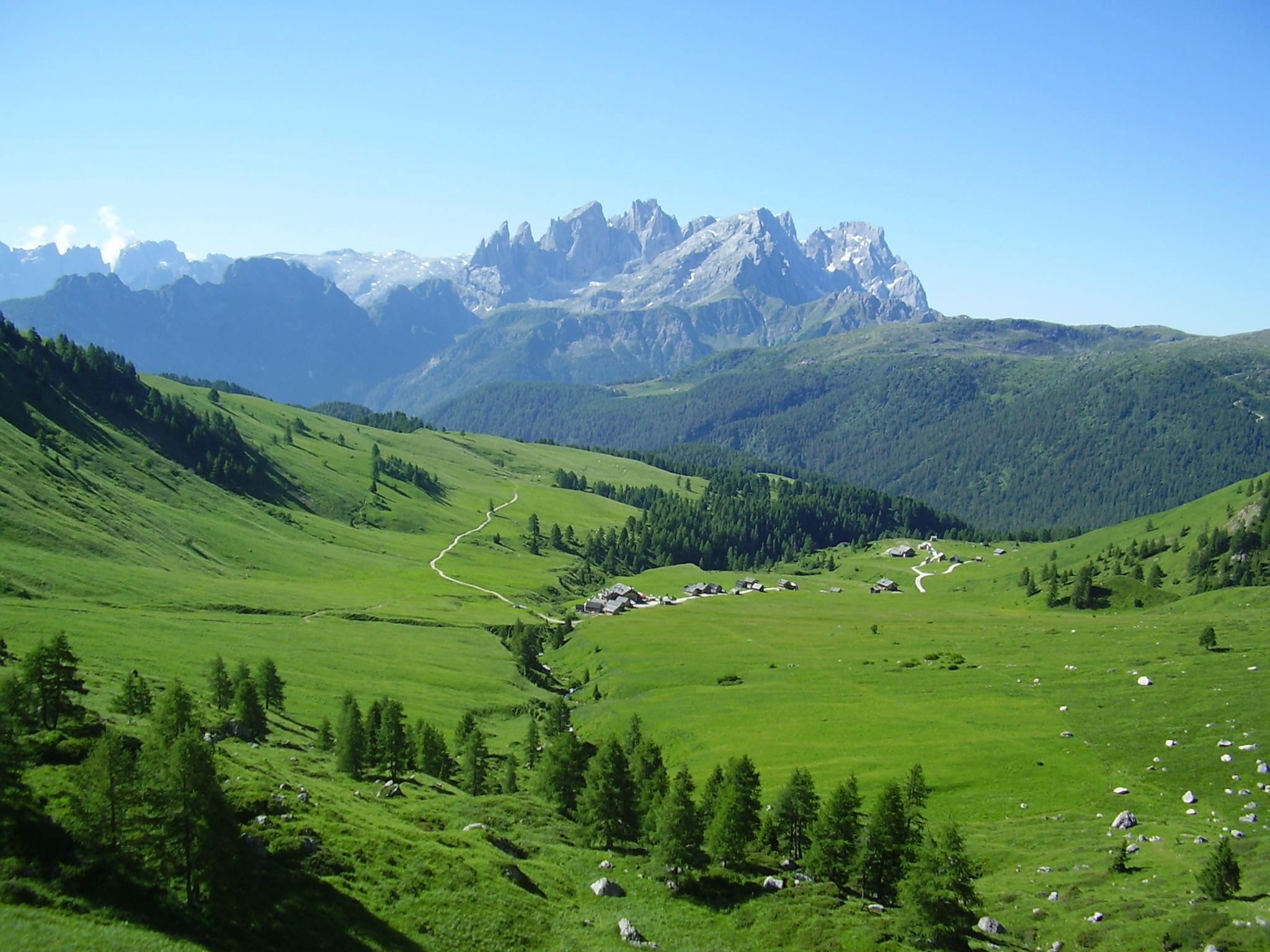
Pascoli di Fuchiade.